# Canal 6 (Aragón)
Canal 6 fue un canal de televisión privado de ámbito local, con cobertura Zaragoza, Huesca y Monzón
Este canal estaba gestionado por Canal 6 TV S.L., una empresa audiovisual aragonesa. Su propietario es José María Larraga Moncayola, anterior propietario de CHN60 Zaragoza y productor de varios programas de Tarot y concursos varios, todos ellos basados en llamadas a teléfonos 90xx.
Durante el año 2004, Canal 6 comenzó sus emisiones en Zaragoza, en el canal 48 de UHF, sin la perceptiva licencia de emisión, y desde sus instalaciones en la calle Emilia Pardo Bazán de Zaragoza. A la vez, su propietario adquirió un local en Huesca, en la plaza Unidad Nacional de la capital oscense, emitiendo en el canal 53 de UHF.
Su programación estaba basada en un informativo nocturno con noticias locales, formatos infantiles, folclore local, y en programas concurso, donde los participantes debían de efectuar llamadas a teléfonos con prefijos 90xx.
Canal 6 fue emisora corresponsal en toda la comunidad de la agencia nacional e internacional de noticias Atlas y asociada a la red de televisiones urbanas UNE de Telecinco. En el año 2006 ATLAS rompió el acuerdo.
El 25 de agosto de 2006 obtiene una concesión para poder emitir en la Televisión Digital Terrestre, por parte del Gobierno de Aragón, en la demarcación de Huesca.
En el año 2007, la frecuencia que ocupaba ilegalmente en Zaragoza (48 UHF) fue "vendida" a La General TV, propiedad de Antonio Rey, empresario que explota la programación local de Punto Radio Zaragoza. A partir de esta venta, Larraga tan solo dispone de un canal en Huesca, sin programación local, y permanentemente conectado a Intereconomía.